# Adelaida de Aquitania
Adelaida de Aquitania (945-1004), infanta de Aquitania y reina consorte de los francos (987-996).

## Biografía
Nacida el año 945 siendo hija de Guillermo III de Aquitania, conde de Poitiers y duque de Aquitania, y su esposa Adela. Fue hermana pequeña del también duque Guillermo IV de Aquitania.
El año 987, a la muerte de Luis V, último rey de la dinastía Carolingia, Hugo Capeto fue escogido nuevo rey de los Francos. Hugo Capeto fue proclamado rey en Noyon y coronado en Reims, iniciándose así la nueva dinastía de los Capetos, y convirtiendo a Adelaida en reina consorte.

## Descendencia
Se casó el año 968 con Hugo Capeto, primer rey de los Francos de la dinastía Capeto. De este matrimonio nacieron cuatro hijos. 
- Gisella de Francia (970-1000), casada con Hugo I de Ponthieu.
- Edwige de Francia (969-1013), casada hacia el 996 con Reginar IV de Henao y posteriormente con Hugo III de Dasbourg.
- Roberto el Piadoso (972-1031), rey de Francia.
- Adelaida de Francia (973-1068).